# Julien-François-Pierre Carmené
Julien-François-Pierre Carmené (ur. 6 lutego 1829 (data niepewna) w Trébry, zm. 23 sierpnia 1908) – francuski duchowny katolicki, biskup. Święcenia kapłańskie przyjął w 1854 roku, zaś w 1876 został mianowany przez papieża Piusa IX biskupem diecezji Martyniki. Z kierowania diecezją zrezygnował w 1897, został wówczas wyniesiony do godności arcybiskupa tytularnego Hierapolis in Phrygia. Zmarł w 1908 roku w wieku 79 lat.